# Ukki
Ukki és el nom urartià o assiri d'un regne a les fonts del Khabur oriental també esmentat com Ukkai, que cap al 700 aC era vassall assiri, i a causa de l'activitat militar del rei Argisti II (713 aC-680 aC) es va sotmetre a Urartu. Però un contraatac va aconseguir altre cop la submissió a Assíria.